# 何東夫人醫局
何東夫人醫局（英語：Lady Ho Tung Welfare Centre），位於香港北區上水古洞古洞路38號，古洞街市側，建於1932年至1933年，並於1934年正式啟用，爲古洞、金錢村、河上鄉、馬草壟一帶村民提供基層醫療服務，是其中一間最早成立的新界鄉村醫局，古物古蹟辦事處將何東夫人醫局評為香港二級歷史建築。醫局現已停止營運。

## 歷史
醫局以何東元配麥秀英命名，現時入口處有「何東麥夫人醫局」的題字。由開幕直至1973年，主要用作母嬰中心之用，亦是印度士兵的療養院。1948年，醫局亦辟設專科病房服務駐守新界的警察。

## 建築
醫局為兩座中西合壁的單層建築物，以西式工藝風格設計再配以中式瓦屋頂，在香港相當少見。

## 活化
建築物列入第四期活化歷史建築伙伴計劃，2015年6月由嗇色園奪投得項目，將醫局變成生態研習中心，並提供以「鄉郊生物速查體驗」為主題的培訓課程及活動，同時設有詮釋區，展示醫局的歷史和何東爵士家族對古洞的貢獻，預計入場費為10元。工程在2018年第四季展開，預計在2020年第二季完成，第三季開始營運。

## 外部連結
- 香港歷史文物保育-活化 （页面存档备份，存于）

22°30′10″N 114°05′56″E / 22.502680474482982°N 114.09888900099564°E